# Izbrannyje
Izbrannyje (russisk: Избранные) er en spillefilm fra 1982 af Sergej Solovjov.

## Medvirkende
- Leonid Filatov som Mister B.K.
- Tatjana Drubitj som Olga Rios
- Amparo Grisales som Mersedes
- Raúl Cervántes som Gabriel
- Santiago García som Fausto